# Regra do marteloio

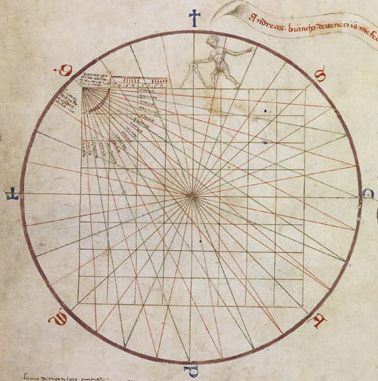
O tondo e quadro (círculo e quadrado) do atlas de 1436 de Andrea Bianco

A regra do marteloio é uma técnica medieval de computação navegacional que usa a direção da bússola, a distância e uma tabela trigonométrica simples conhecida como toleta de marteloio. A regra dizia aos marinheiros como traçar a travessia entre dois cursos de navegação diferentes por meio da resolução de triângulos com a ajuda da toleta e da aritmética básica.
Os incômodos com a manipulação de números poderiam recorrer ao visual tondo e quadro (círculo e quadrado) e obter a resposta com paquímetros. A regra do marteloio era comumente usada pelos navegadores do Mediterrâneo durante os séculos XIV e XV, antes do desenvolvimento da navegação astronômica.

## Etimologia
A etimologia vem da língua vêneta. Em seu atlas de 1436, o capitão e cartógrafo veneziano Andrea Bianco introduziu uma tabela de números que chamou de toleta de marteloio ("tabela do marteloio") e o método de usá-la como raxon de marteloio ("razão do marteloio").
O significado do marteloio em si é incerto. A hipótese mais aceita, inicialmente encaminhada por A. E. Nordenskiöld, é que marteloio se refere ao pequeno martelo que era usado para bater no sino de navio para marcar a passagem do tempo. Foi sugerido que o sufixo -oio implica que marteloio significava não exatamente o martelo, mas sim "o martelar", indicando a mudança do turno de vigilância a cada quatro horas. Como havia muitos tripulantes no convés durante a mudança de guarda, seria o momento oportuno para o prático do navio ordenar a mudança de rumo (se necessário).
Hipóteses alternativas (não tão aceitas) são as de que marteloio é uma corruptela de mari logio (que significa "governo do mar"), ou de mare tela (que significa "rede marítima"), ou que deriva do grego homartologium (όμαρτόλογίον, que significa "peça complementar"), ou do grego imeralogium (ήμερόλογίον, que significa "cálculo diário") ou que pode ser do matelot do norte da França, que por sua vez vem do bretão martolod (que significa "marinheiros").

## Proposta

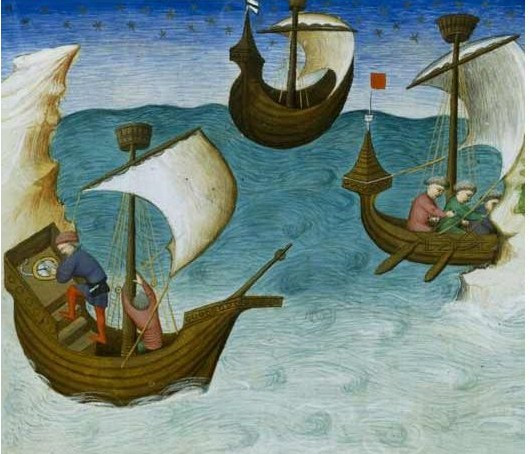
Marinheiro do século XV consultando uma bússola a bordo de um navio (das Viagens de John Mandeville, 1403)

A "regra do marteloio" foi usada na navegação europeia na Idade Média, principalmente no Mar Mediterrâneo entre os séculos XIV e XIX, embora possa ter raízes mais antigas. Era parte integrante da navegação por "bússola e mapa", antes do advento das coordenadas geográficas e do desenvolvimento da navegação astronômica na Europa.
A navegação medieval dependia de dois parâmetros, direção e distância. A bordo do navio, a direção era determinada pela bússola do marinheiro (que surgiu por volta de 1300). A distância foi medida pela navegação estimada (ou seja, {\displaystyle distancia=velocidade*tempo}), onde o tempo foi medido por uma ampulheta de meia hora, e as leituras de velocidade foram feitas por algum tipo de barquinha (o método arcaico, usado nos séculos XIV e XV, envolvia lançar um pedaço de madeira ou destroços ao mar; a tripulação então marcava o tempo que levava para a barquinha flutuar além do comprimento do navio).

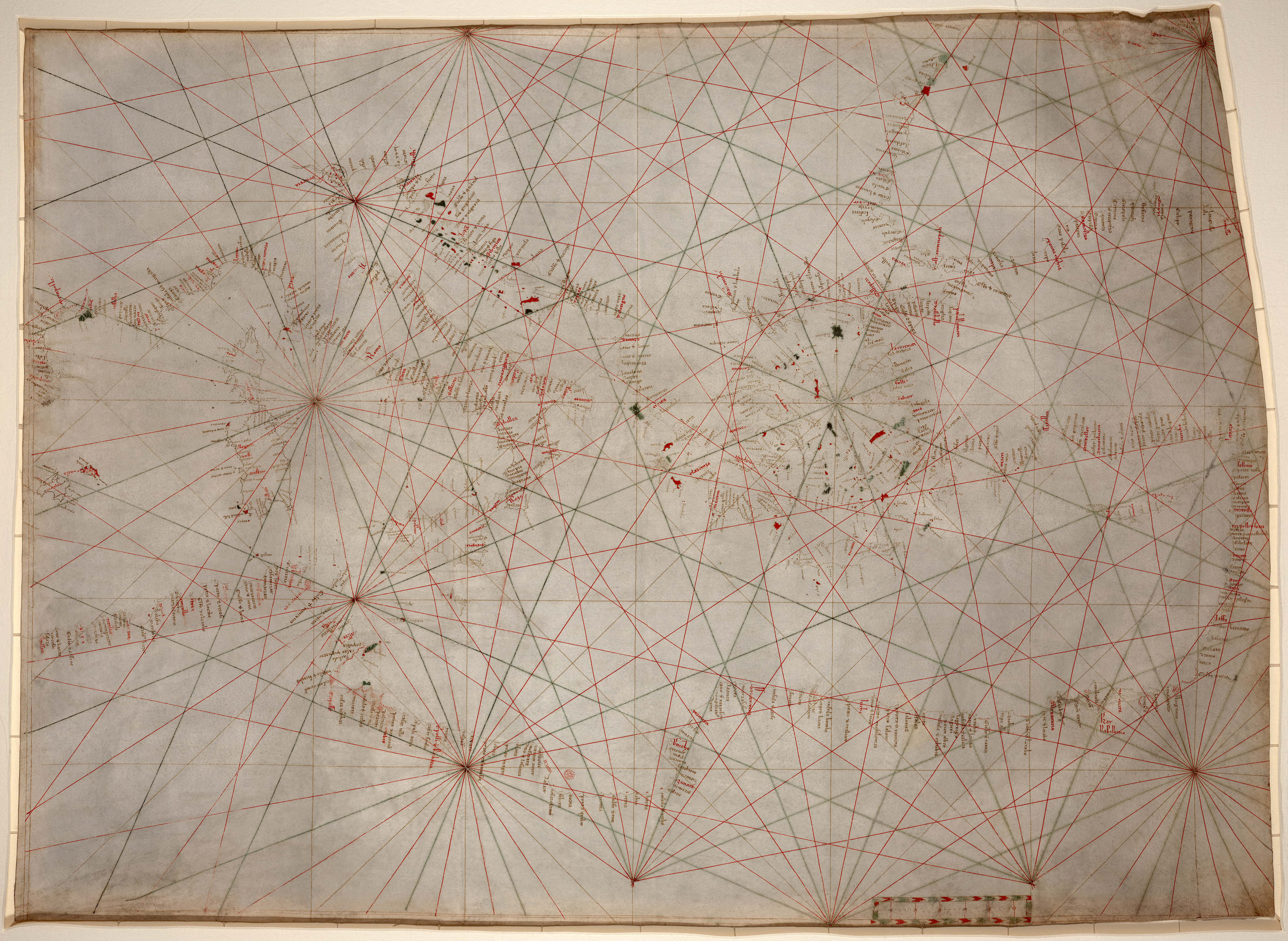
Portulano genovês anônimo de c. 1325 a c. 1350. (Biblioteca do Congresso, Washington D.C.)

Traçar um curso exigia saber a direção da bússola e a distância entre o ponto {\displaystyle A} e o ponto {\displaystyle B}. O conhecimento da localização dos portos entre si foi adquirido pelos navegadores por meio de longa experiência no mar. Essas informações às vezes eram coletadas e anotadas em um manual do piloto, conhecido como portolano (italiano para "roteiro", equivalente ao grego periplus). Esses manuais foram usados para construir uma classe de mapas náuticos conhecida como portulanos. Os mapas portulanos começaram a ser produzidos em Gênova no final do século XIII e logo se espalharam por Veneza e Maiorca. Eles não eram quadriculados por linhas de longitude e latitude, mas sim por uma teia de loxodromia da rosa dos ventos, dando aos marinheiros uma ideia apenas da distância e direção entre os locais.

Rosa de 32 ventos com nomes tradicionais (e código de cores tradicional)

Por um manual ou portulano, um navegador poderia ver imediatamente que, por exemplo, Pisa ficava 85 milhas a sudeste ("scirocco" na nomenclatura tradicional da rosa dos ventos) de Gênova, e assim um navio que partisse de Gênova para Pisa simplesmente mantenha esse rumo para essa distância. No entanto, a maioria dos percursos de vela não eram tão elegantes. Um marinheiro que desejasse navegar de Maiorca a Nápoles poderia dizer que este último estava para leste ("levante") por cerca de 600 milhas — mas a ilha da Sardenha fica no caminho, portanto, o rumo do navio deve ser alterado ao longo da rota. É mais fácil falar do que fazer, pois não existiam coordenadas geográficas nesta época. A única maneira de determinar a posição exata do navio no mar seria calcular por meio do rumo anterior e da distância percorrida.
As ilhas eram um obstáculo previsível — contornar a Sardenha seria simplesmente uma questão de navegar para sudeste por uma determinada distância e, em seguida, mudar a direção para nordeste ("greco") para o restante. Mais problemático seria se o navio fosse desviado de sua rota pretendida por ventos intermitentes ou teve que se envolver em virada, mudando de rumo repetidamente. Ele retornaria ao curso pretendido por meio da regra do marteloio.

## O problema transversal
A regra do marteloio abordou o problema da mudança de rumo no mar. Mais especificamente, ajudou um navegador a traçar a travessia de um curso de navegação para outro. Por exemplo, suponha que um navio navegasse da Córsega para Gênova, um curso rumo ao norte ("tramontana") por cerca de 130 milhas. Mas os ventos não cooperam, e o navio foi forçado a navegar para noroeste ("maestro") por cerca de 70 milhas. Para retornar a sua rota original, redefinir seu rumo para nordeste ("greco") parece sensato o suficiente, mas por quanto tempo ele deve navegar nesse rumo? Como um navegador saberia quando o navio alcançou sua antiga rota e deveria virar para o norte novamente? Como evitar ultrapassar ou prejudicar o antigo curso?

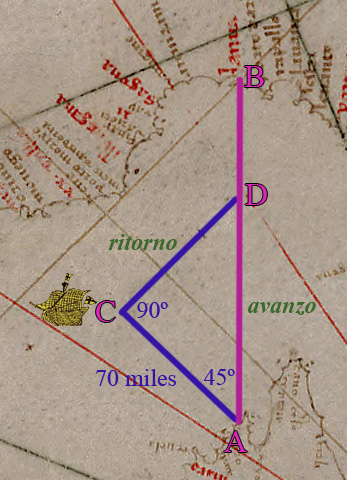
O problema transversal: curso pretendido (direção N), curso real (direção NO). Calcular o ritorno (distância no curso de retorno, rumo NE) e avanzo (distância compensada no curso pretendido) é uma questão de resolver o triângulo

Este é um problema matemático em forma de triangular. Se um navegador sabe quanto tempo o navio navegou no curso errado, ele pode calcular sua distância atual do curso pretendido e estimar quanto tempo ele deve navegar de volta em um novo rumo até que recupere seu curso anterior. No exemplo da Córsega para Gênova, há um triângulo {\displaystyle ACD} implícito, com um lado dado ({\displaystyle AC} = 70 milhas no curso NO real), um ângulo de 45° em {\displaystyle A} (ângulo de diferença entre o curso NO real e o curso N pretendido) e outro ângulo de 90° a {\displaystyle C} (ângulo de diferença entre o curso real NO e o curso de retorno NE). O desafio para o navegador é descobrir quanto tempo se deve navegar no curso de retorno NE (o comprimento do lado {\displaystyle CD}, o que é chamado de ritorno) e o quanto a pessoa avançou no curso pretendido quando se endireitou (o comprimento da hipotenusa {\displaystyle AD}, ou o que é chamado de avanzo total).
Esta é a trigonometria elementar, resolvendo dois lados dados um lado (70) e dois ângulos (45° e 90°). Isso é feito rapidamente aplicando a lei dos senos:
{\displaystyle {\frac {70{\text{ milhas}}}{\operatorname {sen} D}}={\frac {\text{ritorno}}{\operatorname {sen} 45}}={\frac {\text{avanzo}}{\operatorname {sen} 90}}}
resultando nas soluções ritorno = 70 milhas e avanzo total = 98,99 milhas. Isso significa que se o navio seguir para NE a partir de sua posição atual ({\displaystyle C}), ele alcançará seu curso original pretendido após 70 milhas de navegação no rumo NE. Quando atingir seu ponto de junção ({\displaystyle D}), ele terá percorrido 98,99 milhas de seu curso original pretendido. Lá, ele pode endireitar seu rumo N e navegar as 30 milhas restantes ou mais para Gênova.
Infelizmente, os marinheiros medievais com níveis educacionais rudimentares dos séculos XIV e XV, provavelmente não conheciam a lei dos senos ou não a dominavam. Como resultado, os navegadores medievais precisavam de um método de cálculo mais simples e acessível.

## Fontes do manuscrito

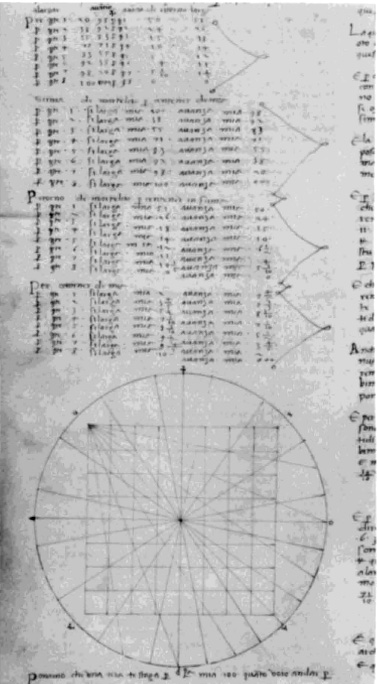
Toleta de marteloio e um tondo e quadro de oito ventos, da p. 47 do Cornaro Atlas (c. 1489)